# Sterculia africana
Sterculia africana är en malvaväxtart som först beskrevs av João de Loureiro, och fick sitt nu gällande namn av Adriano Fiori. Sterculia africana ingår i släktet Sterculia och familjen malvaväxter. Inga underarter finns listade i Catalogue of Life.